# Perdifumo
Perdifumo là một đô thị (comune) thuộc tỉnh Salerno trong vùng Campania của Ý. Perdifumo có diện tích 23 km2, dân số là 1804 người (thời điểm ngày 1 tháng 4 năm 2009).